# スバル・BRZ
BRZ（ビーアールゼット）は、SUBARU（旧・富士重工業）がトヨタ自動車と共同開発したスポーツカー。トヨタ・86（現・GR86）とは姉妹車の関係にある。
スバルの量産車としては初めてFRレイアウトを採用した車種であり、スバルにおけるクーペ専用車種としてもアルシオーネSVX以来となった。

## 初代ZC6型（2012年 - 2020年）

### 概要
2012年3月28日発売。小型・軽量・低重心を狙って開発されたモデルで、車名のBはボクサーエンジン (Boxer Engine)、Rは後輪駆動 (Rear wheel drive)、Zは究極 (Zenith) を意味している。
エンジンは富士重工（当時）が開発したFB20型をベースに、トヨタの直噴・ポート噴射併用技術である「D-4S」を組み合わせた新開発のFA20型。証としてインテークマニホールド上面のカバーには「TOYOTA D-4S」と「BOXER SUBARU」が併記されている。高回転出力型を目指したためFB20型と比べてストロークが短縮された結果、ボアxストロークは奇しくも86x86mmとなった。
共同開発車であるトヨタ・86と仕様上の大きな違いはないが、ヘッドランプ・フロントバンパー・フェンダー部のエンブレムや内装デザインなどが違う。開発技術は両社から持ち寄られており、開発費も両社で折半されている。一般的に車両コンセプトやパッケージングなどの企画策定と全体デザインはトヨタが、設計と確認作業は富士重工が担当したとされるが、基本的には両社技術者陣の合議の元に開発が進められた。
スバルの多くの車種に搭載されている運転支援システム「EyeSight」は、トヨタでは「Toyota Safety Sense」と言う該当する装置はあるが、車両検知システムの違いにより全グレードで搭載されていない。

### 年表
- 2011年
  - 3月1日 - ジュネーブモーターショーにて「BOXER Sports Car Architecture」（ボクサー スポーツカー アーキテクチャ）を世界初公開[6]。エンジンとシャシーの技術展示であるため、ボディは透明で外からエンジンとシャシーが見られるようになっていた。
  - 5月18日 - 人とくるまのテクノロジー展2011に「BOXER Sports Car Architecture」を出展[7]。
  - 8月23日 - 名称を「SUBARU BRZ」とし、フランクフルトモーターショーに出展することが発表された[2]。
  - 9月13日 - 前述のフランクフルトモーターショーに「SUBARU BRZ PROLOGUE - BOXER Sports Car Architecture II -」を出展[8]。
  - 11月1日 - ロサンゼルスオートショーへの出展を公表[9]。
  - 11月13日 - SUPER GT FUJI SPRINT CUPにおいてSTIがR&D SPORTと共に「SUBARU BRZ」で2012年よりGT300クラスへ参戦することを発表[10]。
  - 11月16日 - 前述のロサンゼルスオートショーにて「SUBARU BRZ CONCEPT - STI -」が公開、ボア×ストロークを86mm×86mmのスクエアとすることも公表された[11][12]。
  - 11月30日 - 東京モーターショーにて量産型プロトタイプとなる「SUBARU BRZ」と共に、SUPER GTに参戦予定の「BRZ GT300仕様」を世界初公開[13][14]。
- 2012年
  - 1月14日 - 販売店となる東京スバル株式会社にて早期予約が開始された。特典として5万円キャッシュバックと1.9%スペシャルクレジットの2つが用意された。
  - 2月3日 - 正式発表[15]。
  - 3月28日 - 発売された。富士重工業が純粋な2ドアクーペ専用車種として開発された車種を販売するのは、1997年（平成9年）3月に販売を終了したアルシオーネSVX以来15年ぶり、ボディバリエーションの一つとして2ドアクーペが存在した初代スバル・インプレッサ（リトナおよびWRX TypeR STi）の販売終了以来12年ぶりとなった。2012年よりSUPER GT・GT300クラスにSTIとR&D SPORTが共同で参戦している。
  - 11月22日、トヨタの86用ワンメイクレースである「GAZOO Racing 86 Race」に協賛を発表。これによりレース名が｢GAZOO Racing 86/BRZ Race（仮称）」になると同時に、同レースへの参戦用BRZをスバルテクニカインターナショナルから2013年1月に発売することを発表[16]。
- 2013年
  - 1月25日 - GAZOO Racing 86/BRZ Race参戦用BRZを「RA Racing」として発売[17]。
  - 8月19日 - 一部改良を発表（同年9月24日発売）[18]。「S」はこれまでオプション設定だったフルフロアアンダーカバーが標準装備となり、「RA」はオプションパッケージの「パフォーマンスパッケージ」において、16インチのフロントベンチレーテッドディスクブレーキ、トルセンLSDがオプションで選択可能となった。
    - 併せて、スバルテクニカインターナショナルの手により独自の装備を施した「tS」を発売[19]。ブレンボ製ベンチレーテッドディスクブレーキ、専用の18インチアルミホイール、アルカンターラと本革のコンビネーションシート等の専用装備が加えられている。更に、レカロ社製コンビネーションバケットシートやドライカーボンリアスポイラー等の装備を加えた「GT PACKAGE」も設定される。2014年3月9日までの500台限定（うち、「GT PACKAGE」は250台限定）販売。

  - 10月29日 - 特別仕様車「Premium Sport Package」を発表（12月26日発売）[20]。本仕様車は同年1月に開催された東京オートサロン2013に参考出品した「SUBARU BRZ Premium Sport Package CONCEPT」の仕様を折り込んだモデルとなっており、最上位グレードの「S」をベースに、シートやドアトリム（アームレスト・ニーパッド）にタンレザーとモスグリーンステッチを採用するとともに、メーターバイザーやドアトリムのショルダーパッドにブラックのアルカンターラを採用。また、外観は電動格納式リモコンドアミラーとSTI製17インチアルミホイールにブラック塗装を採用し、STI製プッシュエンジンスイッチ（STIロゴ入り、レッドタイプ）も装備した。
- 2014年
  - 4月22日 - 一部改良を発表（6月27日発売）[21]。サスペンションダンパーのフリクション特性や減衰力特性のチューニングを行い、乗り心地の質感を向上。ルーフアンテナはスポーツカーとしてのスタイリングをよりシャープにするシャークフィンタイプに変更し、ボディカラーは「WRブルー・マイカ」、「サテンホワイト・パール（オプションカラー）」、「スターリングシルバー・メタリック」と入れ替えで「WRブルー・パール」、「クリスタルホワイト・パール（オプションカラー）」、「アイスシルバー・メタリック」を追加。また、「S」にはカーボン調加飾のインパネや新デザインのアクセスキーを採用した。
- 2015年
  - 2月10日 - 一部改良を発表（4月16日発売）[22]。エントリーグレードの「RA」が廃止になり、代わりに「R」から一部装備を省いてマニュアルエアコン、フロアサイレンサー、トランクマットなどを備えたカスタマイズ用の「R Customize Package」が新設される。また、「S」にはクルーズコントロールと8スピーカーシステムが標準装備され、ステアリングホイールスポークやシフトパネルなどにはサテンシルバーの加飾が施される。また、全車で電動パワーステアリングの特性および車体剛性の見直しが図られ、ステアリングフィールと乗心地の質感が向上した。ボディカラーは「ギャラクシーブルーシリカ」から「ラピスブルー・パール」、「ライトニングレッド」から「ピュアレッド」の2色に差し替えられた。GAZOO Racing 86/BRZ Race用「RA Racing」は継続設定。
  - 6月30日 - 特別仕様車「tS」を発売[23]。同年10月12日までの限定受注で、300台限定販売。「シンクロナイズド・ドライビング」をコンセプトに、2013年版同様スバルテクニカインターナショナルの手により独自の装備を施したもの。ショックアブソーバーがSTI製ビルシュタインに、ブレンボ製ベンチレーテッドディスクブレーキはドリルドディスクにといった変更が加えられている。インテリアも、STI専用設計RECARO製バケットタイプシートや専用スポーツメーターが装備されている。カラーリングには、「インプレッサWRX STI spec C」やXVの特別仕様車である「XV POP STAR」で採用された限定カラー「サンライズイエロー（32400円高・100台限定）」をはじめとした4色が用意される。
- 2016年
  - 7月5日 - マイナーチェンジを発表（8月1日発売）[24]。MT車においてパワーユニットを改良し、吸排気系の効率を高めたことで最大トルクを7Nm(0.7kg・m)向上するとともに、最高出力も5kW(7PS)向上し、耐久性も強化した（「R」・「S」に設定のAT車についても改良部品を採用しているが、最大トルク・最高出力は2012年3月販売型と同一）。ボディは補剛材の追加と制振材の最適化を、サスペンションは新開発のショックアブソーバーの採用や前後のロール配分の最適化などをそれぞれ行ったほか、VDCシステムは介入タイミングの最適化と「TRACK」モードの追加を行い、ヒルスタートアシスト機能を新たに採用した。外観はフロントバンパーを航空機のウィングチップ（翼端板）をモチーフにした新デザインに変更し、ヘッドランプとリアコンビランプの光源をLED化。フェンダーガーニッシュ・17インチアルミホイール・リアスポイラーも新デザインに変更。内装はステアリングホイールを小径化して新デザインに変更し、断面形状の最適化と高触感革を採用。さらに、「S」はインパネ・ニーパッド・メーターパネルバイザーにレザー調素材を新採用し、レッドステッチを施したほか、メーターパネルに4.2インチマルチインフォメーションディスプレイを搭載し、一部のパネルにカーボン調を採用した。なお、本マイナーチェンジで「R Customize Package」は6速ATの設定が廃止され、6速MTのみの設定となる。
    - 併せて、最上級グレードの「GT」を同年秋に発売することも発表となり、「GT」をベースに「チャールサイトイエロー」を採用した特別仕様車「Yellow Edition」を100台限定で7月7日から先行予約することも発表された。

  - 10月18日 - マイナーチェンジ時に予告していた「GT」を公式発表（11月7日販売開始）。なお、特別仕様車「GT Yellow Edition」は限定台数の100台に達したため、予約受付を終了したことも併せて発表された[25]。
- 2017年
  - 9月11日 - 一部改良が発表された（10月5日発売）[26]。車体前後のパーツ補強を行ってボディ剛性が向上され、方向指示器のワンタッチ機能（方向指示レバーの操作によりターンランプとメーター内表示が3回点灯する機能）を追加。さらに、「S」と「GT」にはヘッドランプやテールランプがリモコンキー・アクセスキーと連動して点灯するウェルカムライティングも追加した。
  - 10月25日 - 最上級グレード「STI Sport」を追加、発売された。併せて、ボディカラーに「クールグレー・カーキ」を採用した「クールグレーカーキEdition」を100台限定で生産し、抽選による販売を行う予定であることも発表された[27]。
- 2018年
  - 3月13日 - 「RA Racing」が一旦廃止された。
  - 9月11日 - 改良モデルが発表・発売された[28]。リアホイールアーチ部分にフィンが追加されたほか、サスペンションのダンパー部分が最適化された。また、約半年ぶりに復活設定された「RA Racing」はロールケージの形状とシートベルトのデザインも変更された。
- 2019年
  - 4月9日 - 改良モデルが発表・発売された[29]。ボディカラーが変更され、「ダークグレー・メタリック」に替わり、新色として「マグネタイトグレー・メタリック」が設定された。なお、今回の改良により、WLTCモードによる燃料消費率並びに排出ガスに対応し、「平成30年排出ガス基準25%低減レベル（☆☆☆）」認定を取得。排ガス記号がDBAから4BAに変更された。
- 2020年
  - 7月20日 - 日本国内向けの受注終了。
  - 8月7日 - 日本国内における初代モデルが生産終了。以後、流通在庫分のみの販売となる[30]。
  - 11月30日 - 日本国内における初代モデルが流通在庫分を全て登録完了し、販売終了。

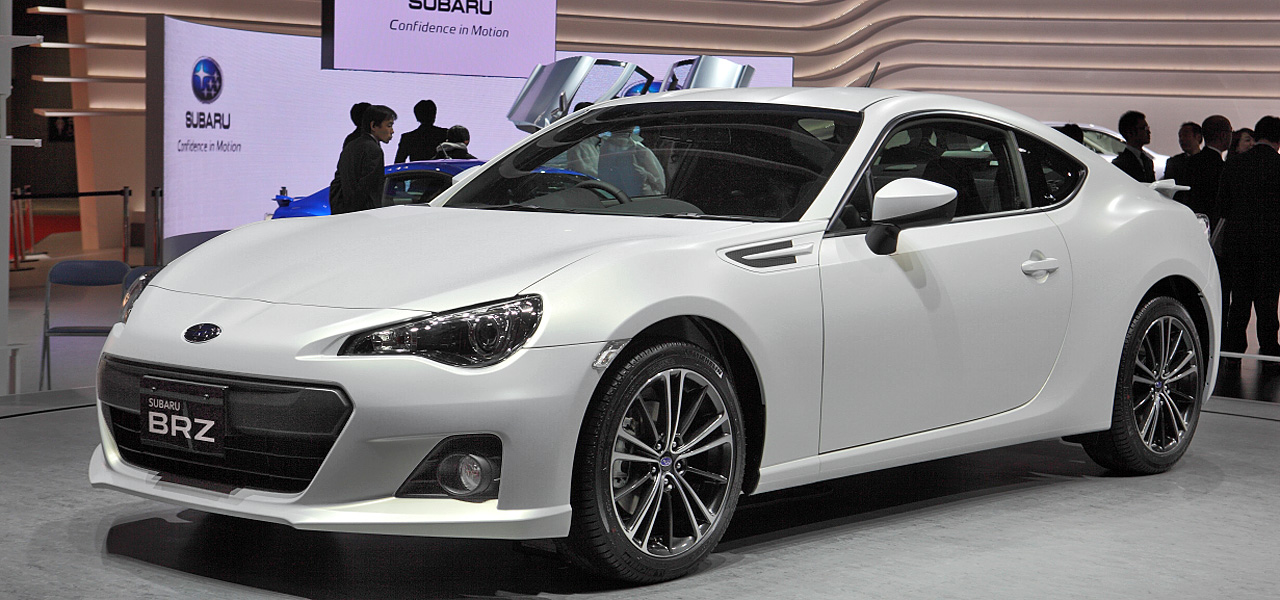
2012年3月発売型 フロント
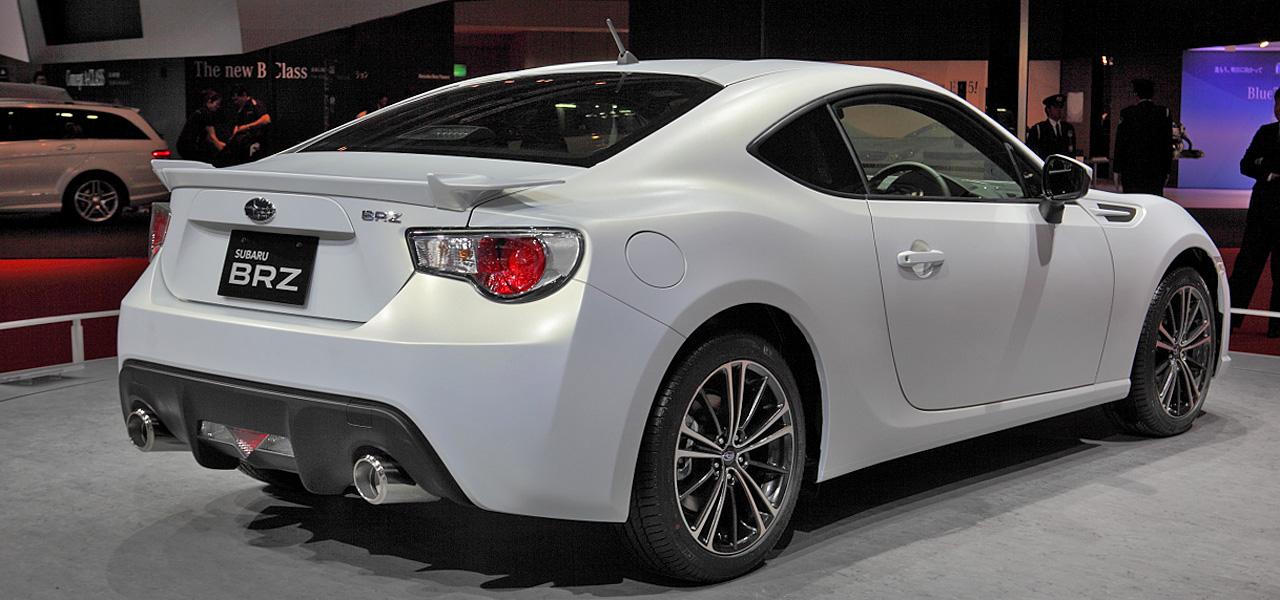
2012年3月販売型 リア
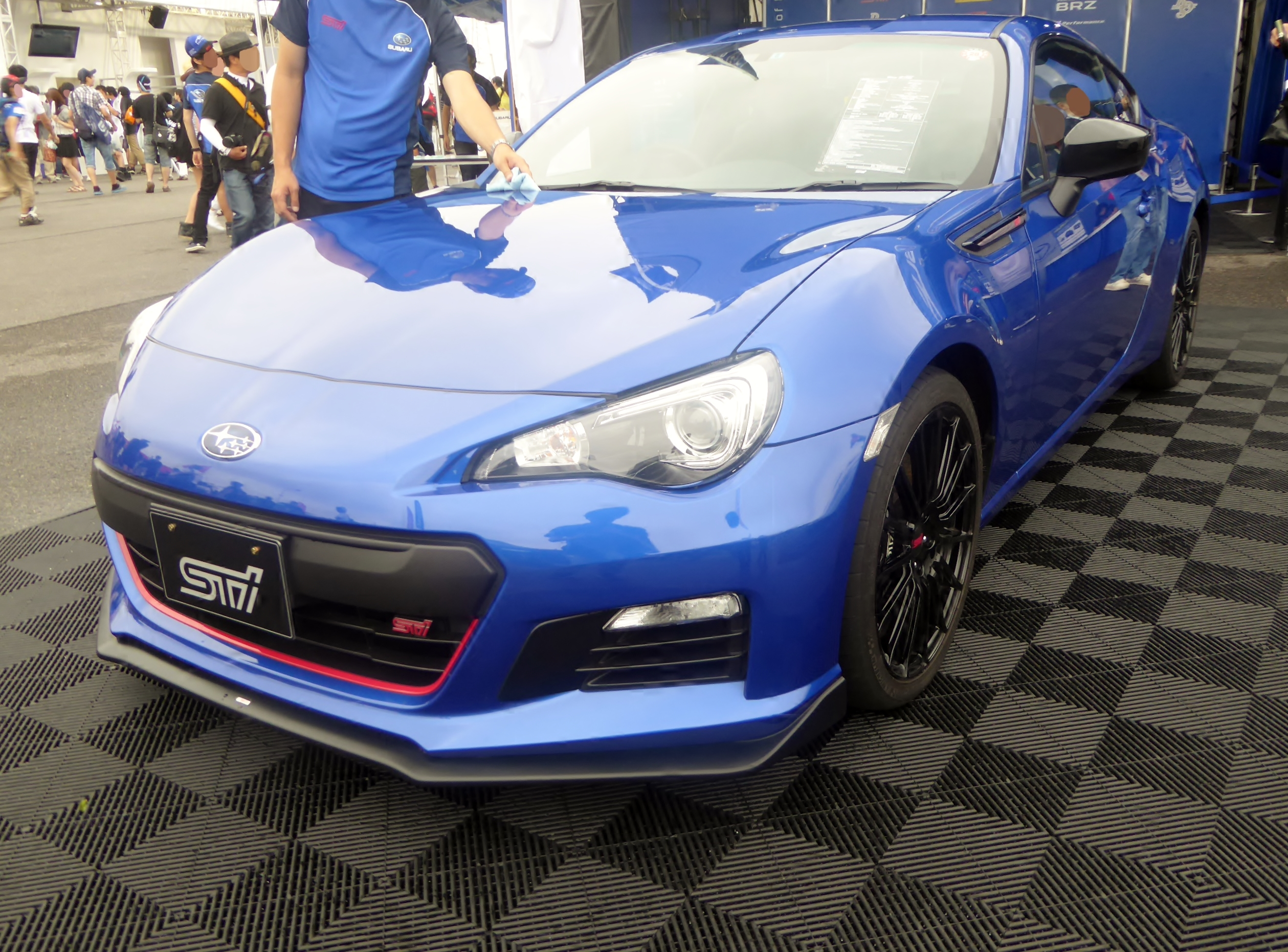
BRZ tS STI 2015 フロント
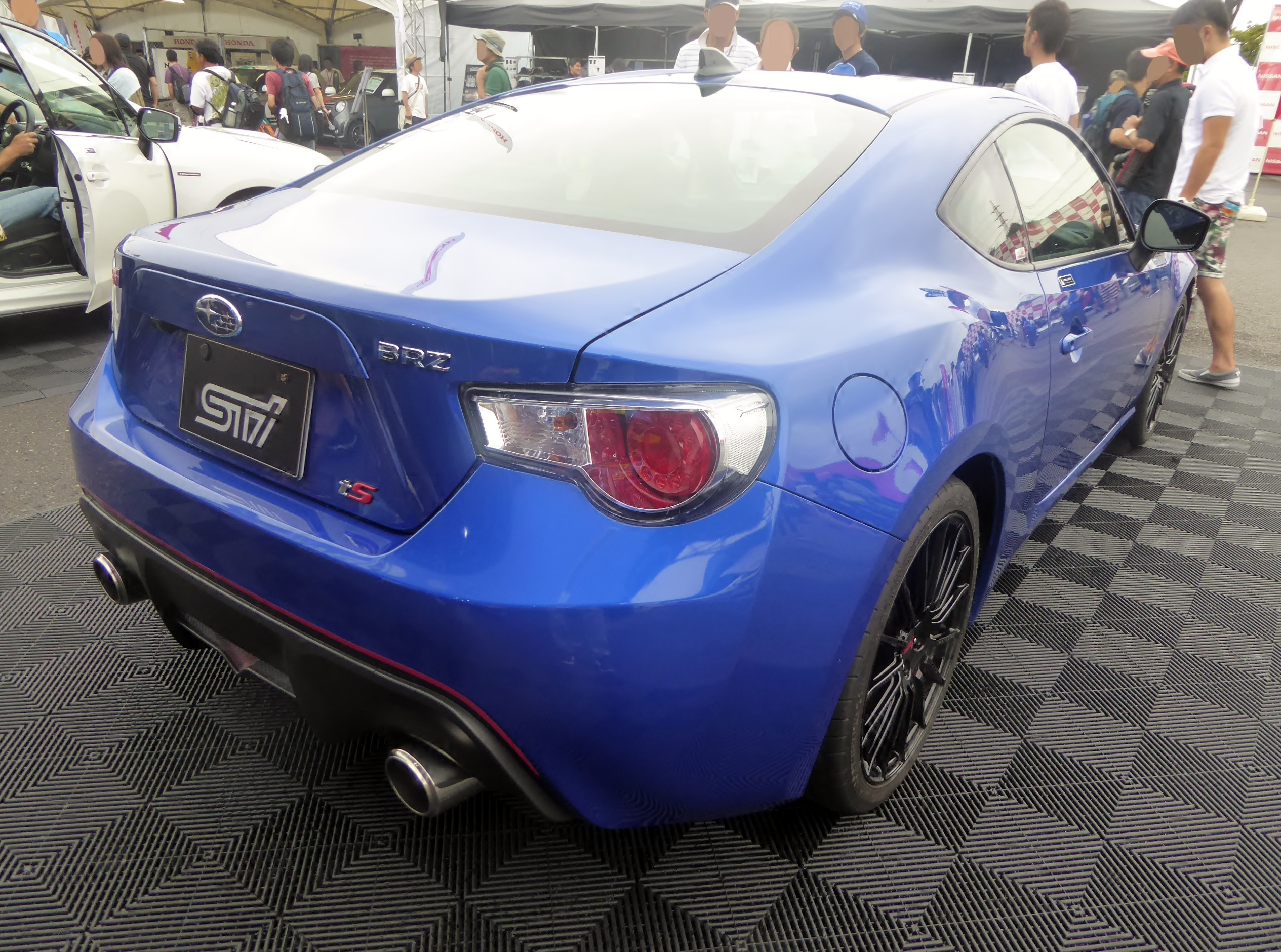
BRZ tS STI 2015 リア
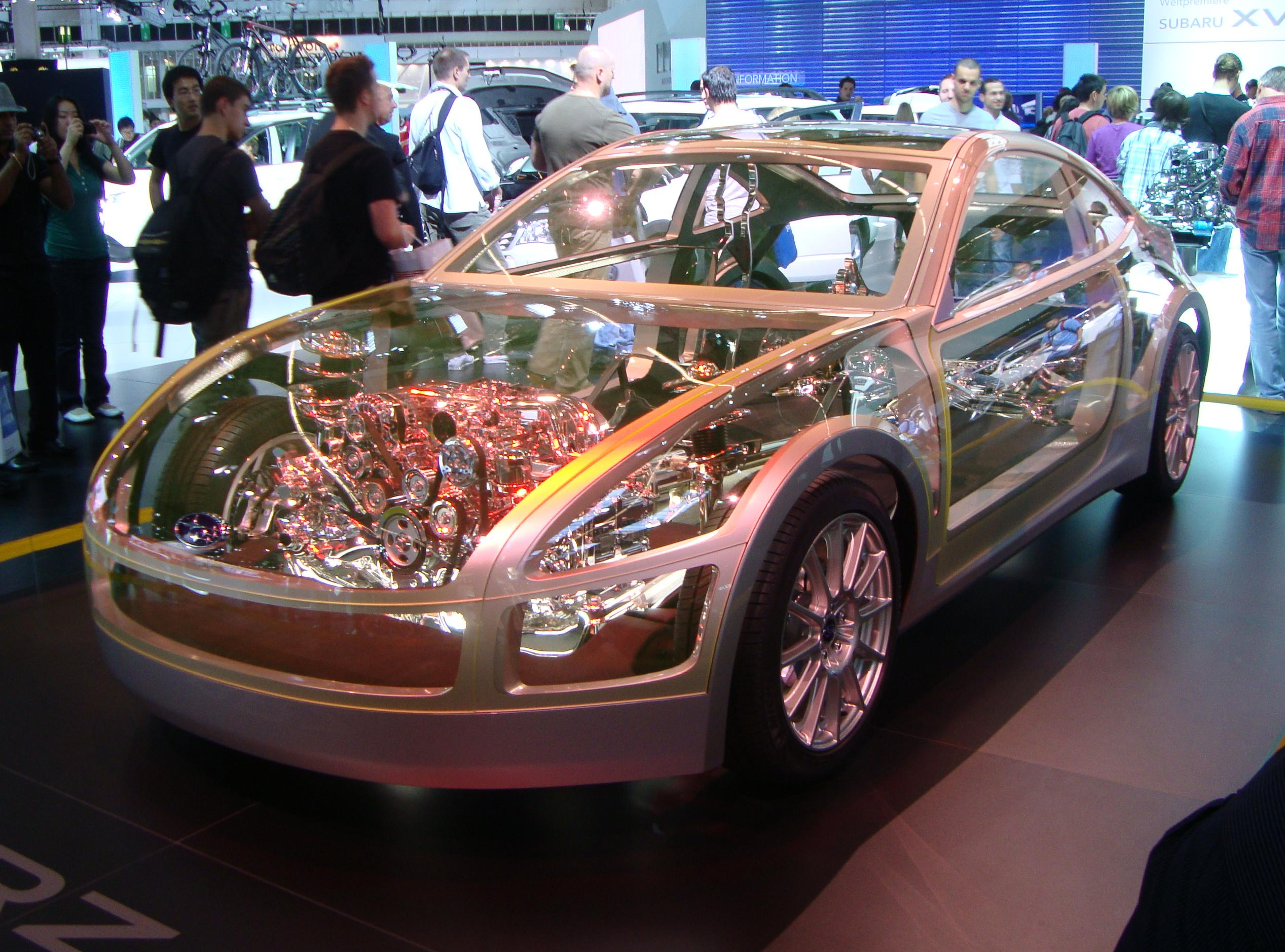
BOXER Sports Car Architecture
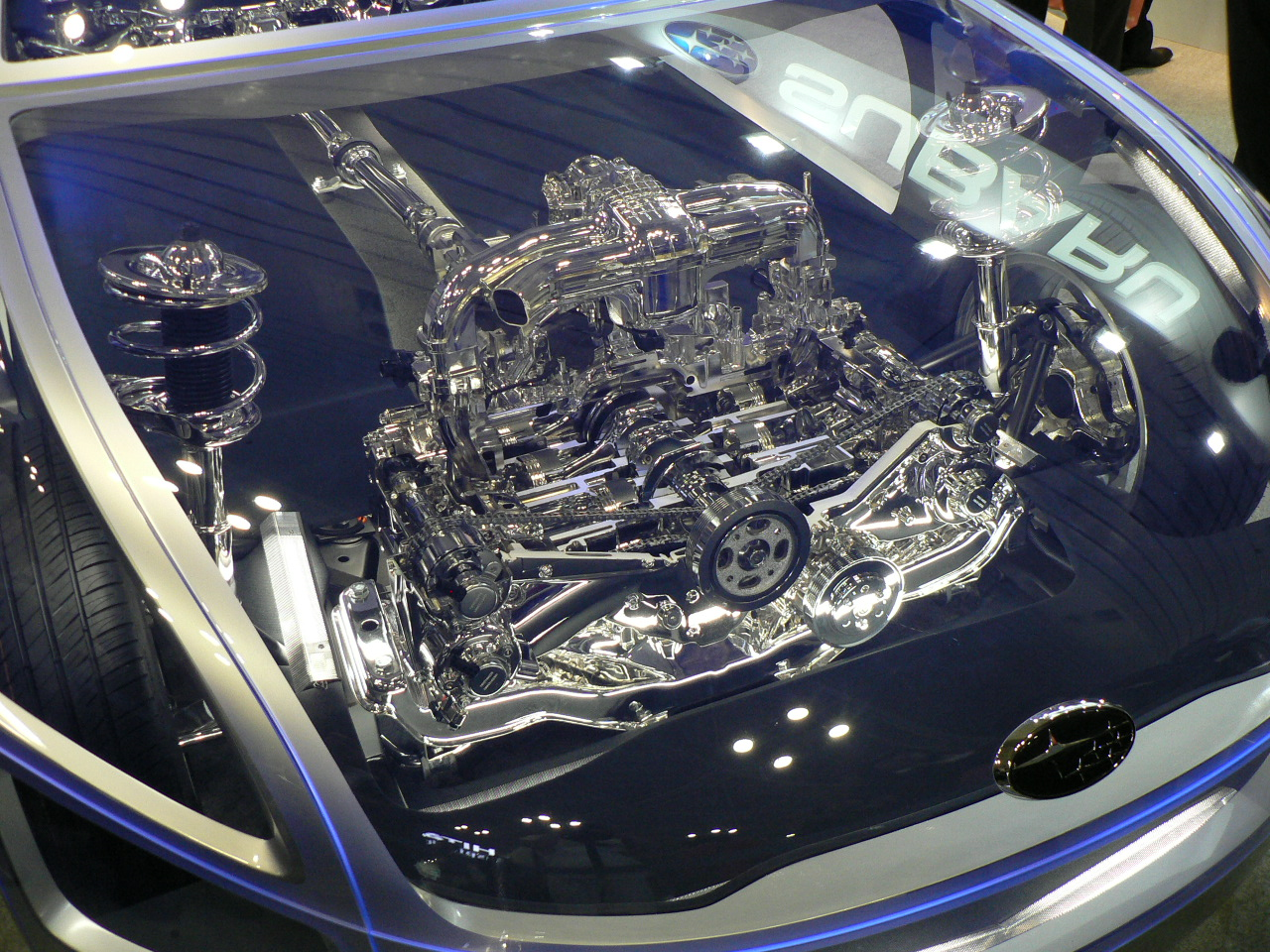
BOXER Sports Car Architecture エンジン
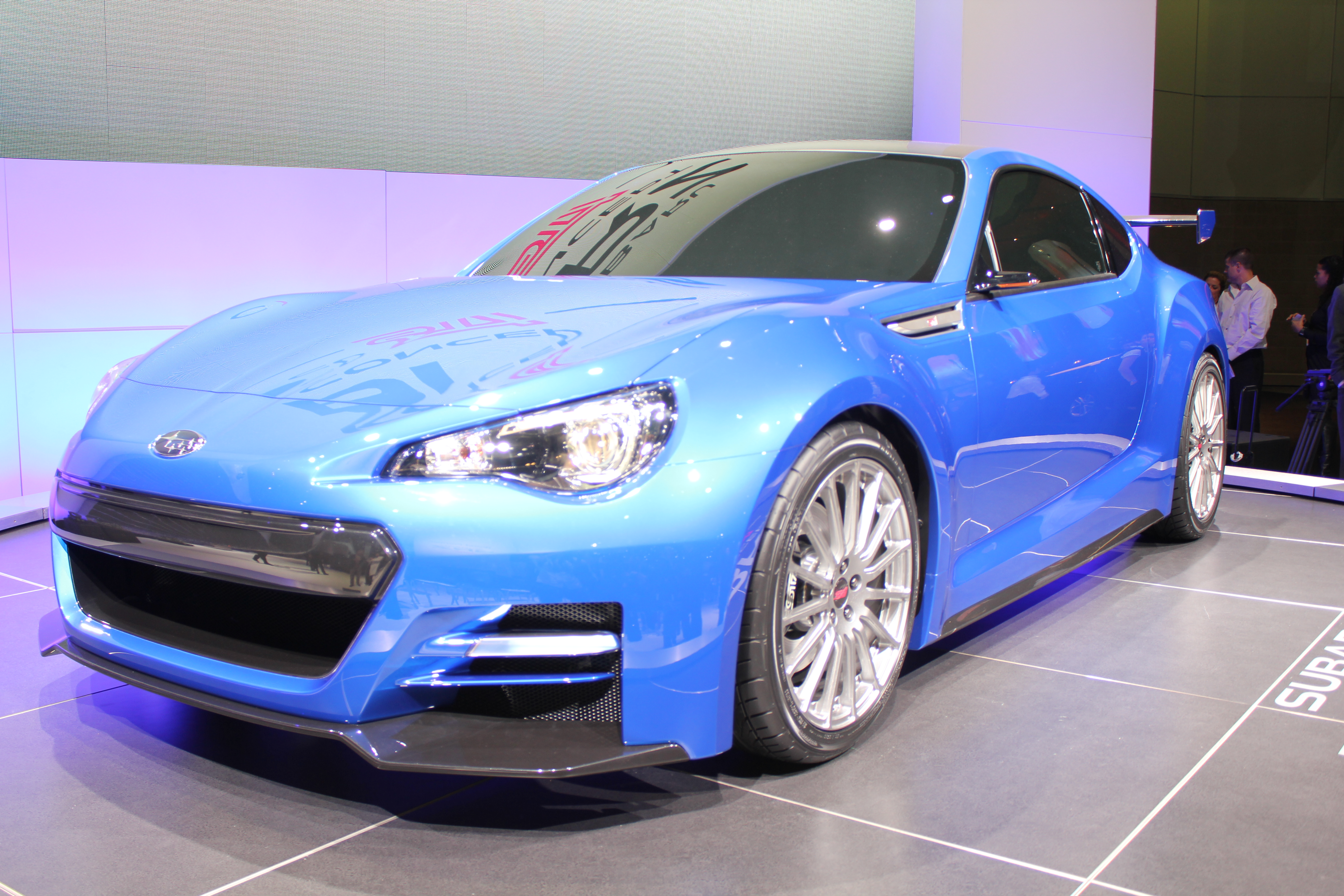
BRZ STI CONCEPT フロント
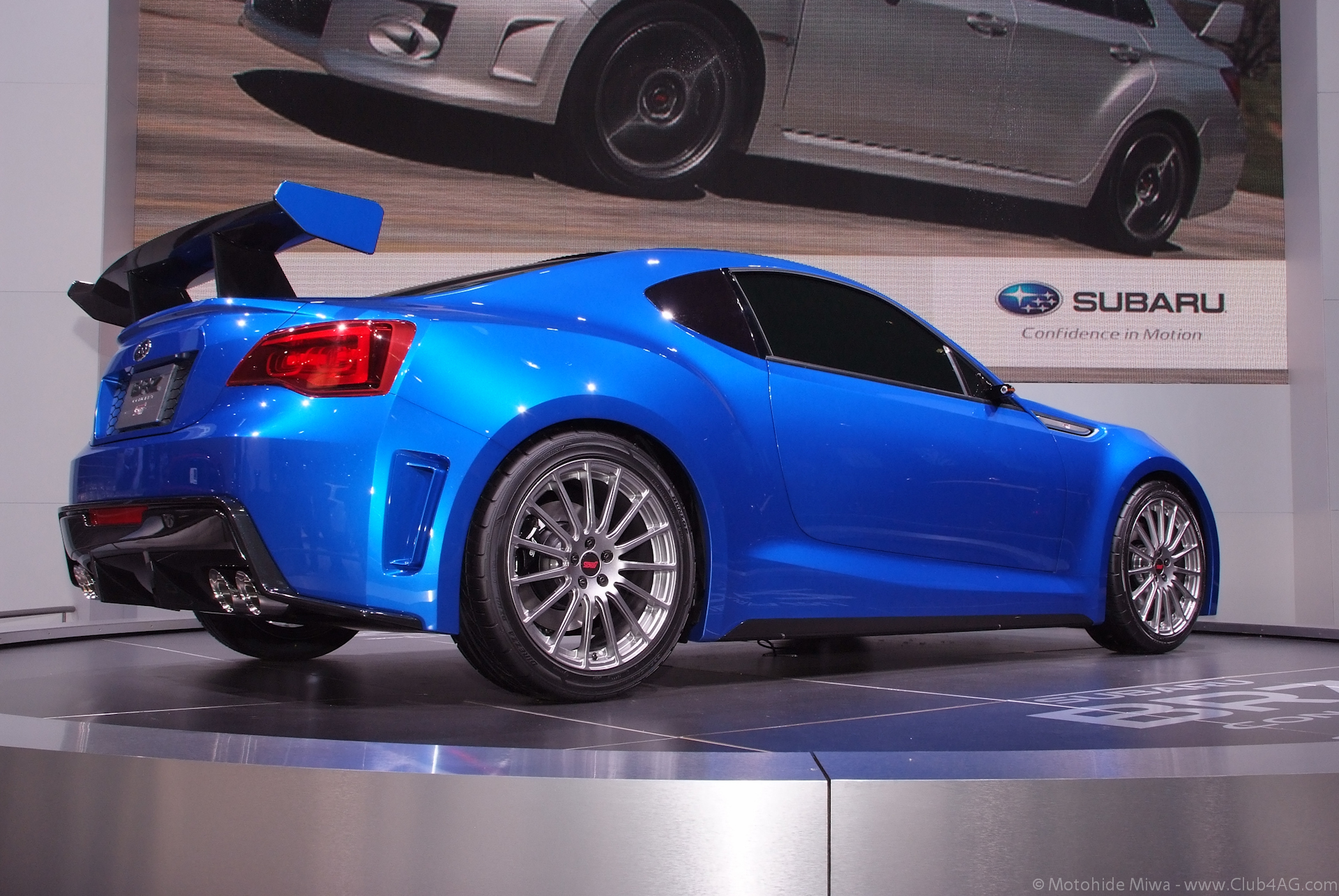
BRZ STI CONCEPT リア
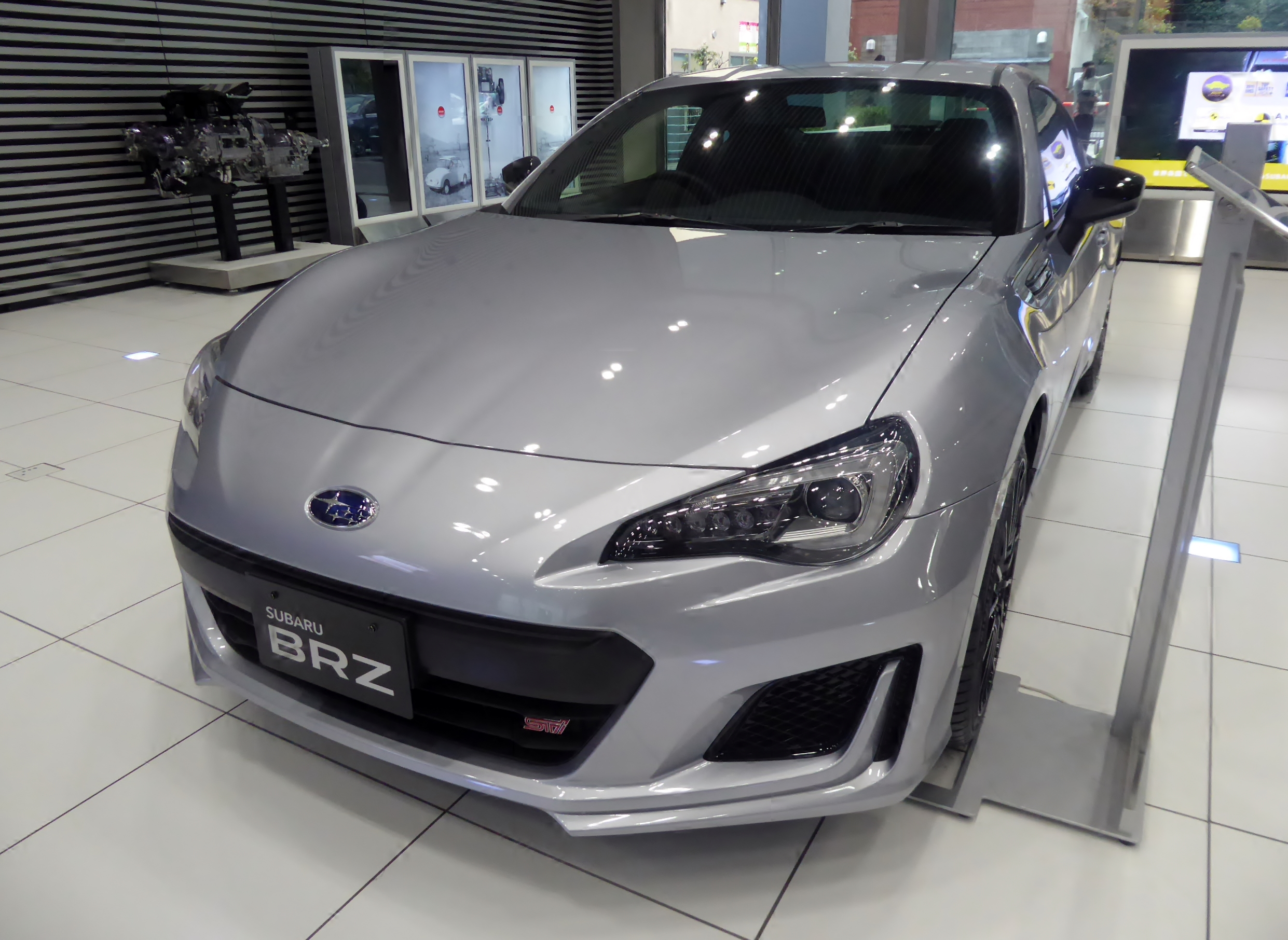
BRZ STI Sport フロント
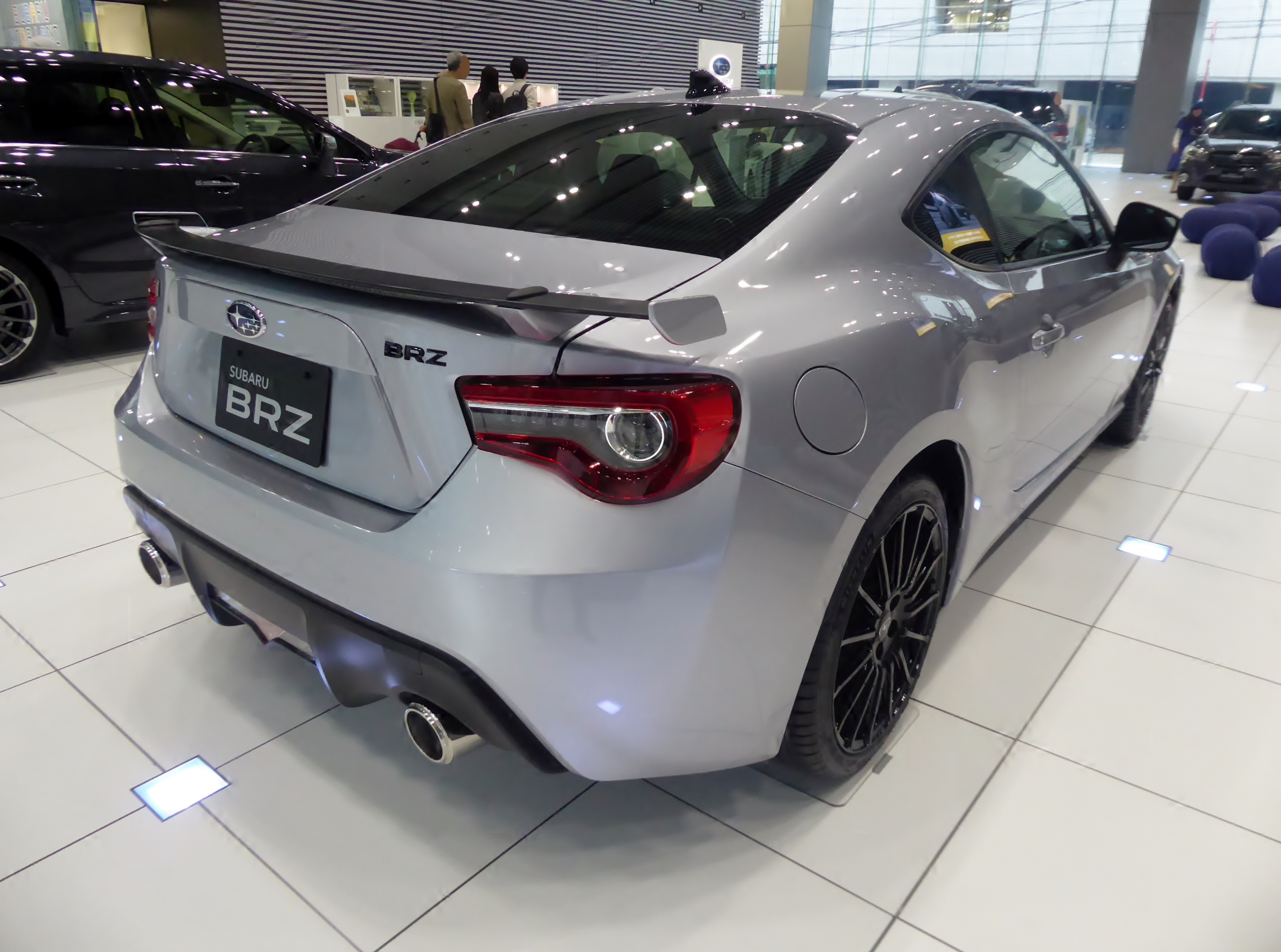
BRZ STI Sport リア
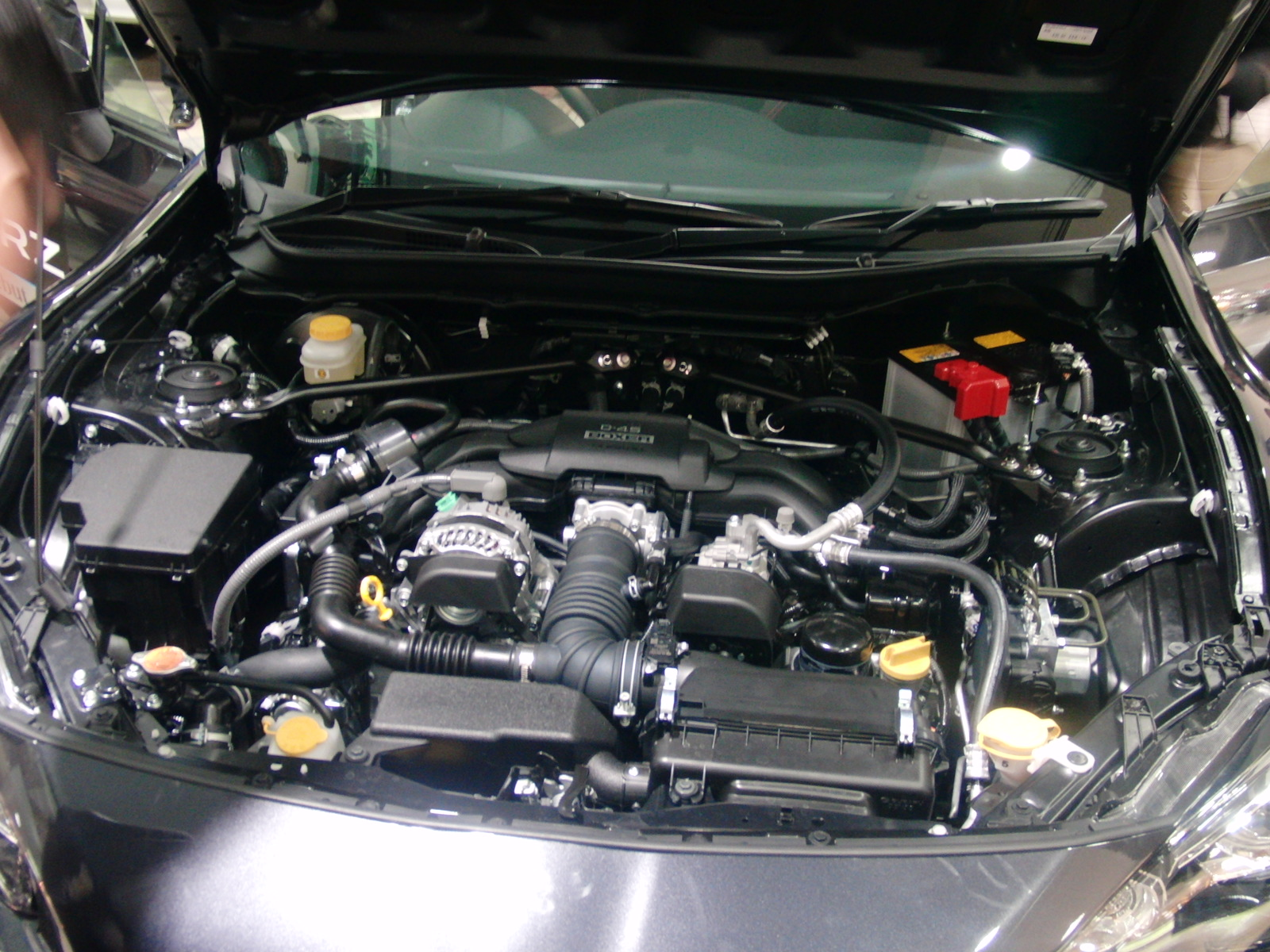
エンジンルーム

### グレード
RA Racing
競技用グレード。2018年3月で一度廃止されていたが、同年9月の改良により復活した。6速MTのみの設定となる。
後述する「R Customize Package」から、サンバイザー（運転席・助手席、バニティミラー）、トランクトリム、トランクマット、フロアサイレンサーが省かれる代わりに、専用ブレーキダクト（フロント左右/車両搭載）&専用ブレーキバックプレート、空冷式エンジンオイルクーラー、専用フロアマット（運転席・助手席/車両搭載）、ロールケージ（サイドバー付）、フロントトランスポートフック（布製）&リアトランスポートフック（競技専用部品/車両搭載）、4点式シートベルト（FIA公認、競技専用部品/車両搭載）&アンカーボルトが架装装備され、スピーカーとDC12V/120W電源ソケットは「R」と同じ仕様となり、アウトサイドドアハンドルはブラック（無塗装）となる。
なお、ロールケージが装着されているため、SRSサイドエアバッグ+SRSカーテンエアバッグは機能せず、フロアカーペットや内装パネル等に切断等の加工が施され、他のグレードよりも乗り降りがしづらくなるので注意が必要。また、トランスポートフック（フロント・リアとも）と4点式シートベルトは競技専用の為、一般公道走行時は取り外す必要がある。
R Customize Package
「RA」に代わるベース仕様で、6速MTと6速ATから選択可能（2016年8月のマイナーチェンジ以降は6速MTのみ）。後述する「R」からアルミホイールやスピーカー等を省いている。86における相当グレードは無い。
R
標準仕様で6速MTと6速ATから選択可能。シリーズで唯一「17インチパフォーマンスパッケージ」「スポーツインテリアパッケージ」の2つのオプション（これらは単独装着不可でセットのみ）に加え、Sと共通の「エアロパッケージ」を設定。86の「G」に相当。
S
上級仕様。6速MTとパドルシフト付き6速ATから選択可能。プッシュエンジンスタートと左右独立調整エアコンを装備。シリーズ唯一となる「レザー&アルカンターラパッケージ」と、Rと共通の「エアロパッケージ」の2つのオプションを設定。86の「GT」にほぼ相するが、リヤブレーキディスクは15インチとなる。
GT
2016年11月に発売された仕様。「S」をベースに、ZF社製SACHS（ザックス）ダンパー、ブレンボ製17インチベンチレーテッドディスクブレーキ（フロントは対向4ポット、リアは対向2ポット）、17インチアルミホイール（スーパーブラックハイラスター）、リアスポイラー、BRZロゴをあしらったアルカンターラ/本革シートを採用した。
STI Sport
2017年10月に発売された最上級仕様。スバルテクニカインターナショナル（STI）との共同開発により設計されており、「GT」をベースに、ZF社製SACHSダンパーにSTIによる専用チューニングを行ったほか、アルミホイール（ブラック塗装）・タイヤを18インチにサイズアップし、STI製のフレキシブルVバーとフレキシブルドロースティフナーフロントを追加。外観はSTIオーナメントをあしらったフロントバンパー、STIロゴ入りのフロントフェンダーガーニッシュを装備し、BRZエンブレム・電動格納式リモコンドアミラー・シャークフィンアンテナをブラックに変更。内装はアルカンターラ/本革シートをブラックとボルドーの2トーンに、ドアアームレストにボルドーをそれぞれ採用したほか、メーターバイザーやショルダーパッドには、セーレンの「グランリュクス」を採用した。
RA
競技のベース仕様。6速MTのみでエアコンはメーカーオプションとなる。86の「RC」にほぼ相当するが、HIDヘッドランプやカラードバンパーなどが標準装備。2015年の一部改良で廃止になった。

### 販売実績
アメリカ市場におけるSUBARU BRZの販売台数は、2012年5月の販売開始から2013年4月末までの1年間で6,744台である。
日本市場における生産台数は2万2666台。

## 2代目ZD8型（2021年 - ）

### 概要
2代目モデルは2020年11月18日に初めて公開された。車両重量は旧型より20 kg増加し、全長も30 ｍｍ拡大された。一方で全高は10 ｍｍ低下した。
エンジンは先代のFA20型に代わり、新たにFA24型を搭載する。排気量を2.4Lに拡大することで、先代の課題であった中回転域の「トルクの谷」の改善が図られた。スペックは最高出力で24 ps、最大トルクで38 N·m向上した。
フェンダーには新たにエアインテークが取り付けられ、空気抵抗の軽減が図られている。リアのライセンスプレートの位置が初代のトランクリッド上からバンパー上に変更され、インテリアでは、メーターがアナログメーターから液晶パネルに変更された。中央には8インチのタッチスクリーンが取り付けられ、Android AutoやApple CarPlayに対応する。
また、初代では搭載されていなかった運転支援システム「EyeSight」が搭載されるほか、ステレオカメラが前方を検知し、状況に応じてハイビームとロービームを自動切り替えするハイビームアシストも装備される。

### 年表
- 2020年11月18日 - 2代目モデルの米国仕様車のワールドプレミア（世界初公開の発表記者会見）が行われた[36]。2021年秋以降より米国での発売が予定されている
- 2021年
  - 4月5日 - 姉妹車のトヨタ・GR86と共にジャパンプレミア（日本初公開の発表記者会見）において日本仕様車が披露され、同年夏の発売予定と発表された[37]。
  - 7月29日 - 日本仕様車のフルモデルチェンジが正式に発表された（A型）[38]。車体色は初代（2019年4月改良モデル）からクリスタルホワイト・パール（有料色）、アイスシルバー・メタリック、マグネタイトグレー・メタリック、クリスタルブラック・シリカ、WRブルー・パールの5色を踏襲し、赤系はピュアレッドからイグニッションレッド（有料色）へ、青系はラピスブルー・メタリックからサファイアブルー・パールへそれぞれ入れ替えた。なお、排出ガスは平成30年規制適合となった。
- 2022年
  - 2月8日 - 新グレード「Cup Car Basic」が発表された[39]。
  - 5月26日 - 一部改良モデルが発表された（B型）[40]。ライティングスイッチの操作方法が変更となり、従来の1ポジションから車幅灯/尾灯とOFFを分離して2ポジションとなった。
  - 7月24日 - 初代モデルの発表から10周年を記念した特別仕様車「S"10th Anniversary Limited"」が発表された[41]。
    - 「S」をベースに、外観はバックガラスに10周年記念ステッカーを装着し、18インチアルミホイール・電動格納式リモコンドアミラー・BRZリアオーナメントをブラック（18インチアルミホイールはマットブラック、BRZリアオーナメントはラスターブラック）で統一。ボディカラーはWRブルー・パールのみの設定となる。内装はボディカラーに合わせたブルーステッチやダークキャストメタリック加飾が施され、モードスイッチはブラックとし、ドアトリムにはブルーの10周年記念刺繍も施された。
    - 本モデルは200台の限定販売となり、同年7月28日から同年9月30日までの注文受付となるが、受注台数が200台に達した時点で販売終了となる。
- 2023年
  - 9月22日 - 一部改良モデルが発表された（C型）[42]。
    - 従来AT車のみの搭載だった「アイサイト」がSUBARUで初めてMT車にも搭載（なお、後退時ブレーキアシスト、AT誤発進抑制制御、AT誤後退抑制制御が非装備となり、クルーズコントロールはAT車の定速/全車速追従機能付から定速/追従機能付にグレードダウンされる）。VDCの制御が最適化され、「R」に装備されている17インチタイヤが新パターンに変更された。
    - 初代モデルにも設定されていた最上位グレード「STI Sport」がフルモデルチェンジに伴う廃止以来、約2年2ヶ月ぶりにグレード名を復活する形で追加設定された。
- 2024年
  - 4月8日 - ワンメイクレース参戦用グレード「Cup Car Basic」の改良が発表された[43]。「アイサイト」が本グレードにも装備されたことに伴ってロールケージの形状が見直された。
  - 7月12日 - 一部改良モデルが発表された（D型）[44]。
    - MT車は専用の「SPORT」モードと走行モードに連動したアクティブサウンドコントロール音量切替機能を追加。AT車はマニュアルダウンシフト制御の許容回転数が拡大された。
    - 全グレードで電動パワーステアリングのアシスト特性が最適化され、ウインカーレバーの操作方法をロック式に変更。「R」・「S」・「Cup Car Basic」はダンパー減衰力特性も最適化され、「R」・「S」・「STI Sport」はデイタイムランニングライトが採用された。
- 2025年
  - 1月9日 - 特別仕様車「STI Sport PURPLE EDITION」が発表された[45]。
    - 「STI Sport」をベースに、外観はボディカラーにギャラクシーパープル・パールが採用されたほか、18インチアルミホイールにハイラスター塗装が施され、BRZリアオーナメントをラスターブラックに変更。ベース車ではメーカー装着オプションとなるbrembo製17インチフロント&リヤベンチレーテッドディスクブレーキ（ゴールドキャリパー）が特別装備された。内装はウルトラスエード/本革シートとドアアームレストをブラック/グレー（グレーアクセント）に、シート・シフトまわり（ハンドブレーキ(ブーツを含む)・シフトブーツ）・ドアアームレストのステッチをグレーにそれぞれ変え、メーターバイザーとドアトリムはステッチなしとした。
    - 200台の限定販売となるため、同年1月10日から同年1月26日まで販売店で抽選エントリーを受け付け、同年1月30日にエントリー時に登録したメールアドレスへ抽選結果を通知する形態が採られる。

  - 5月22日 - 一部改良モデルが発表された（E型）[46]。
    - エンジンの点火系回路が改良され、万一、本回路に故障が生じた場合でも故障した回路に関係する気筒のみを停止することで、安全な場所への退避走行が可能となった。

### グレード
グレードは初代のグレード名が踏襲されるものの、以下の2グレードに再編。2022年2月に「Cup Car Basic」が追加された。「R」・「S」・「STI Sport」は6速MT・6速ATの選択が可能。「Cup Car Basic」は6速MTのみである。
R
スタンダードモデル。タイヤ・アルミホイールは17インチ（アルミホイールはスーパーブラックハイラスター）、スピーカーはフロント4+リア2の6スピーカーである。内装はシート材質とセンターのドアトリムはファブリック（レッドステッチ付）、メーターバイザーとショルダーパッドのドアトリムはレザー調表皮巻、スイッチ類（ドアミラー・パワーウインドゥ）の加飾はハイグロスブラックとなる。
S
ハイグレードモデル。タイヤは215/40R18のミシュラン・パイロットスポーツ4に、アルミホイールはマットダークグレーメタリックへそれぞれ変更され、スピーカーはフロントを6に増やし、アンプを搭載した8スピーカーへ強化された。内装はシート材質が「ウルトラスエード」/本革に、メーターバイザーとショルダーパッドのドアトリムは「ブランノーブ」表皮巻に、センターのドアトリムはレザー調表皮巻に、スイッチ類の加飾はドアミラーがサテン調シルバー・パワーウインドゥがクロームメッキとなり、フロントシートヒーター、ステンレス製サイドシルプレート+アシストパッド、ドアカーテシーランプが追加装備され、サンバイザーはバニティミラーに加えて、照明も装備される。
STI Sport
最上位モデル。18インチアルミホイールはダークメタリック、電動格納式リモコンドアミラーとルーフアンテナ（シャークフィンタイプ）はクリスタルブラック・シリカ、ヒーターコントロールダイヤル&スイッチとインパネ・シフトパネル周りの加飾はダークキャストメタリック、スイッチ類をブラック、プッシュエンジンスイッチをSTIロゴ入りのレッドタイプ、「ウルトラスエード」/本革シートはブラック/ボルドー、ドアアームレストはボルドー/ブラックへそれぞれ変更され、BOXERメーターはボルドーリング加飾とSTIロゴが入り、レッドステッチをドアトリムに加えてシート・メーターバイザー・ドアトリムにも施され、ダンパー（フロント・リア共、フロントは日立Astemo製SFRD）にSTIチューニングが施され、フロントとリアにSTIエンブレムを装着。フルLEDヘッドランプには「STI」チェリーレッドレターマークも施される。
Cup Car Basic
ワンメイクレース「TOYOTA GAZOO Racing GR86/BRZ Cup」への参戦を前提にした競技用モデル。ロールケージ（6点式+サイドバー付）、6点式シートベルト用アイボルト（運転席、市販品の競技用シートベルト本体が別途必要）、エンジンオイルクーラー（空冷式）、リアデフ冷却フィン（フィン付デフキャリア）を装備する一方、ロールケージの装備に伴ってシートサイド&カーテンシールドエアバッグが取り外され、キャンセラーを装着。フロアマットもロールケージ対応の専用品となる。エンジンにはレース参加にあたって装着が義務付けられている封印（本体に加工）が施される。そのほか、装備内容をレース参戦ベース車両向けに最適化され、タイヤ・ホイールを16インチにサイズダウンし、ホイールをスチールに変更。ステアリングホイールとシフトノブをウレタン（ステアリングホイールはダークキャストメタリック加飾付）に、スピーカーをフロントドアの2スピーカーにそれぞれグレードダウンされ、ステアリング連動ヘッドランプとマフラーカッターが省かれる。
スバルテクニカインターナショナルにより架装されるため、持ち込み登録となる。また、オーディオやディーラー装着オプションのナビゲーションの装着が不可となり、ステアリングに装着されているオーディオ操作スイッチが使用不可となる。

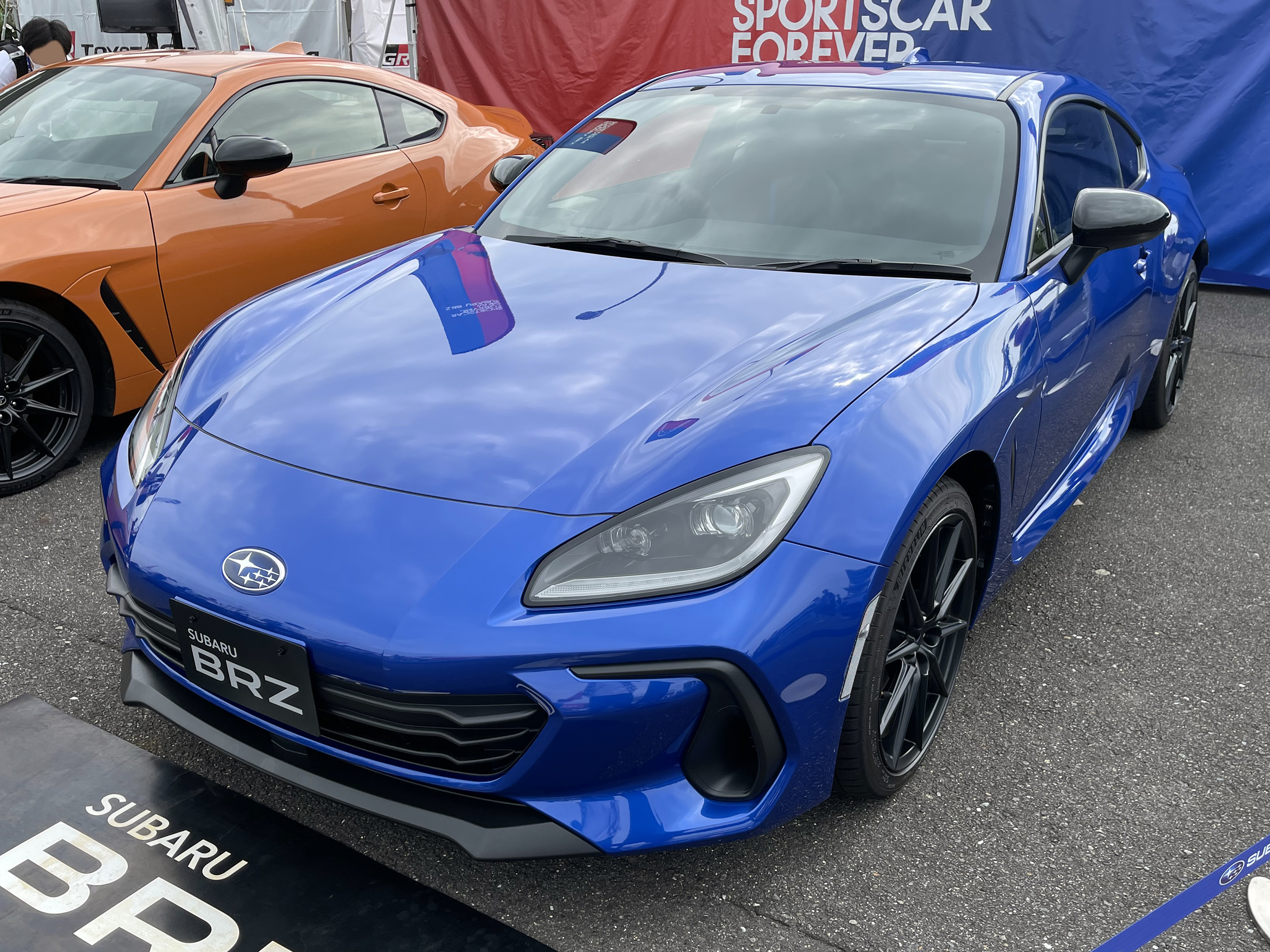
S"10th Anniversary Limited"、フロント
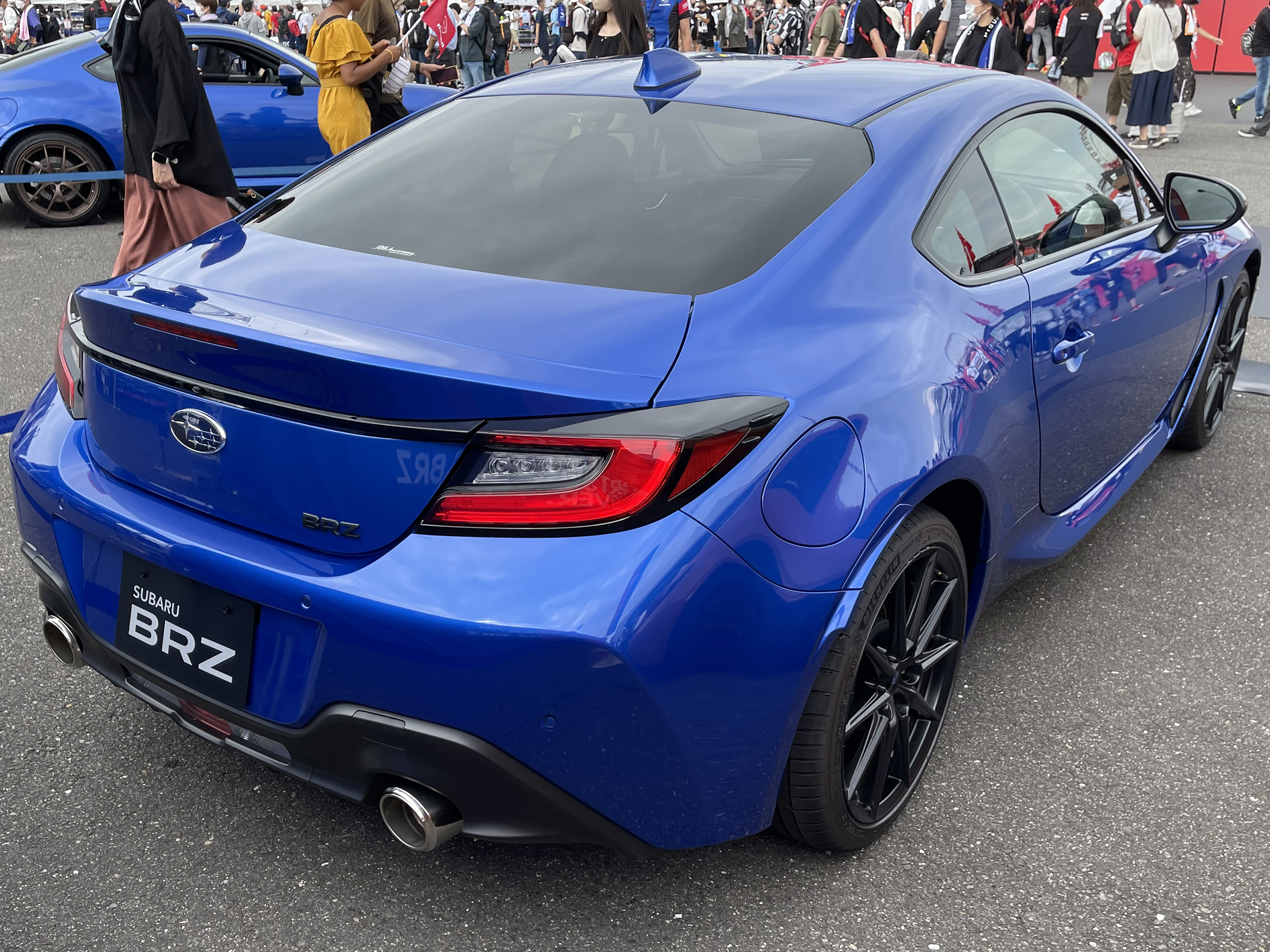
S"10th Anniversary Limited"、リア
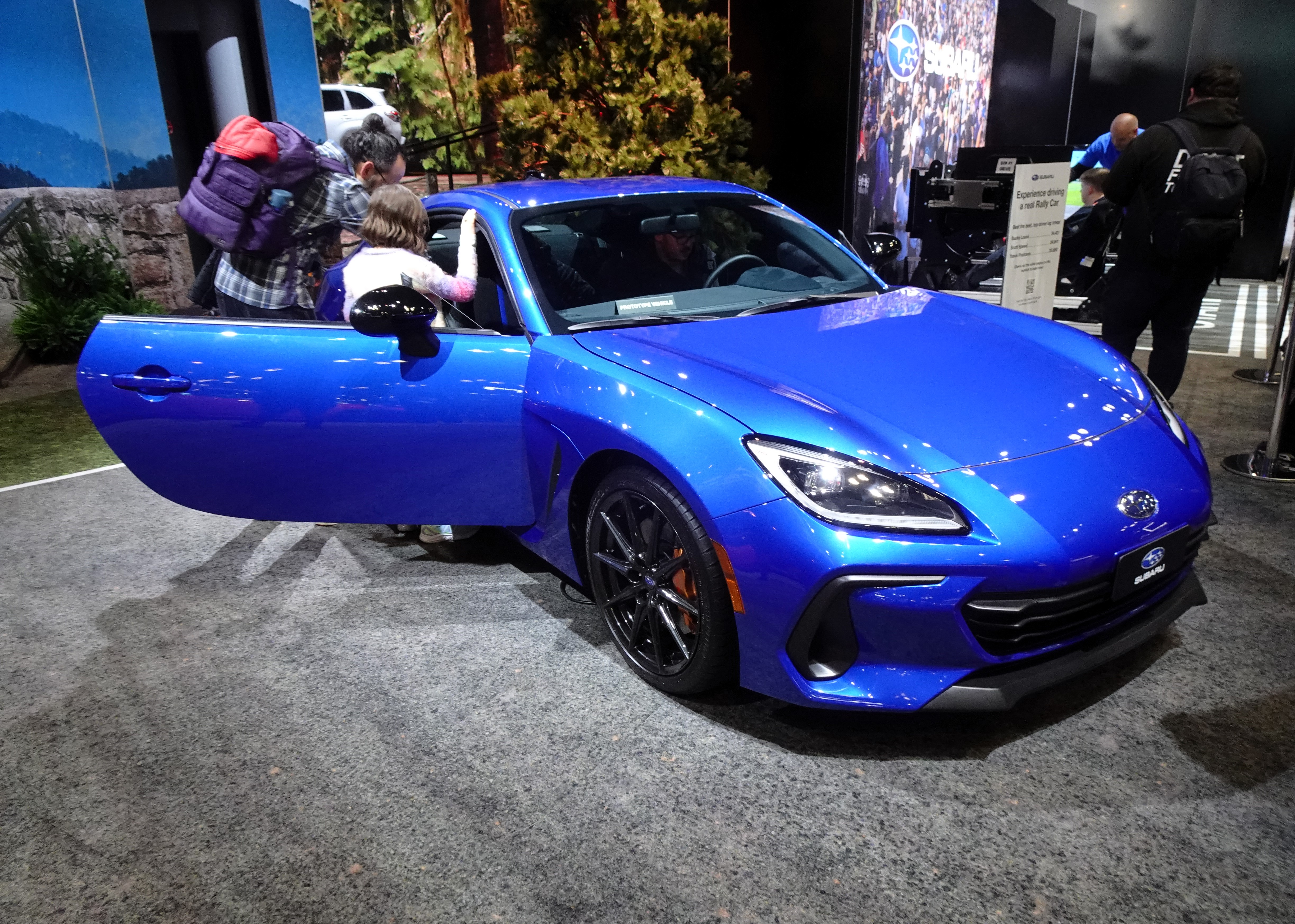
BRZ tS、フロント
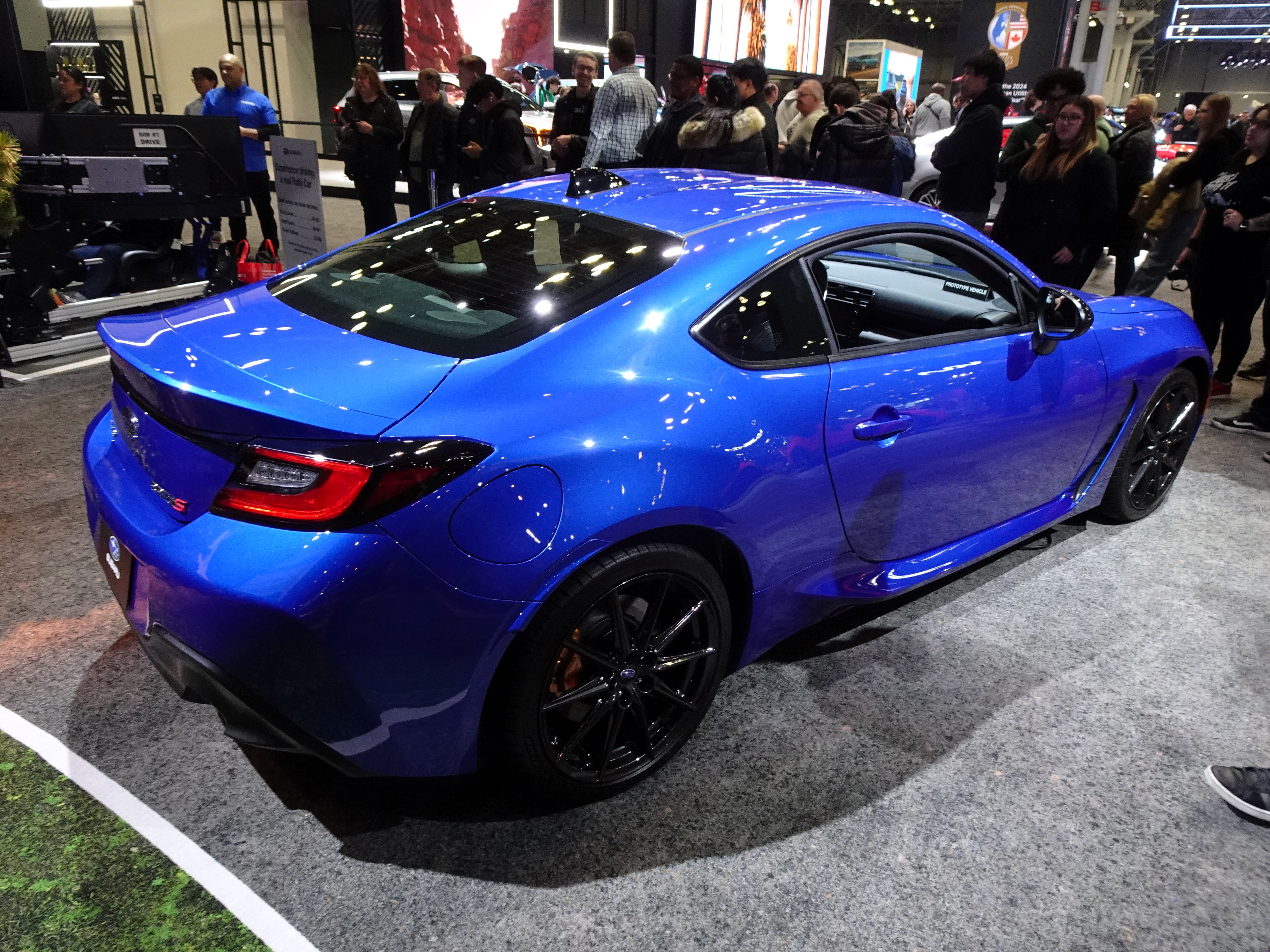
BRZ tS、リア
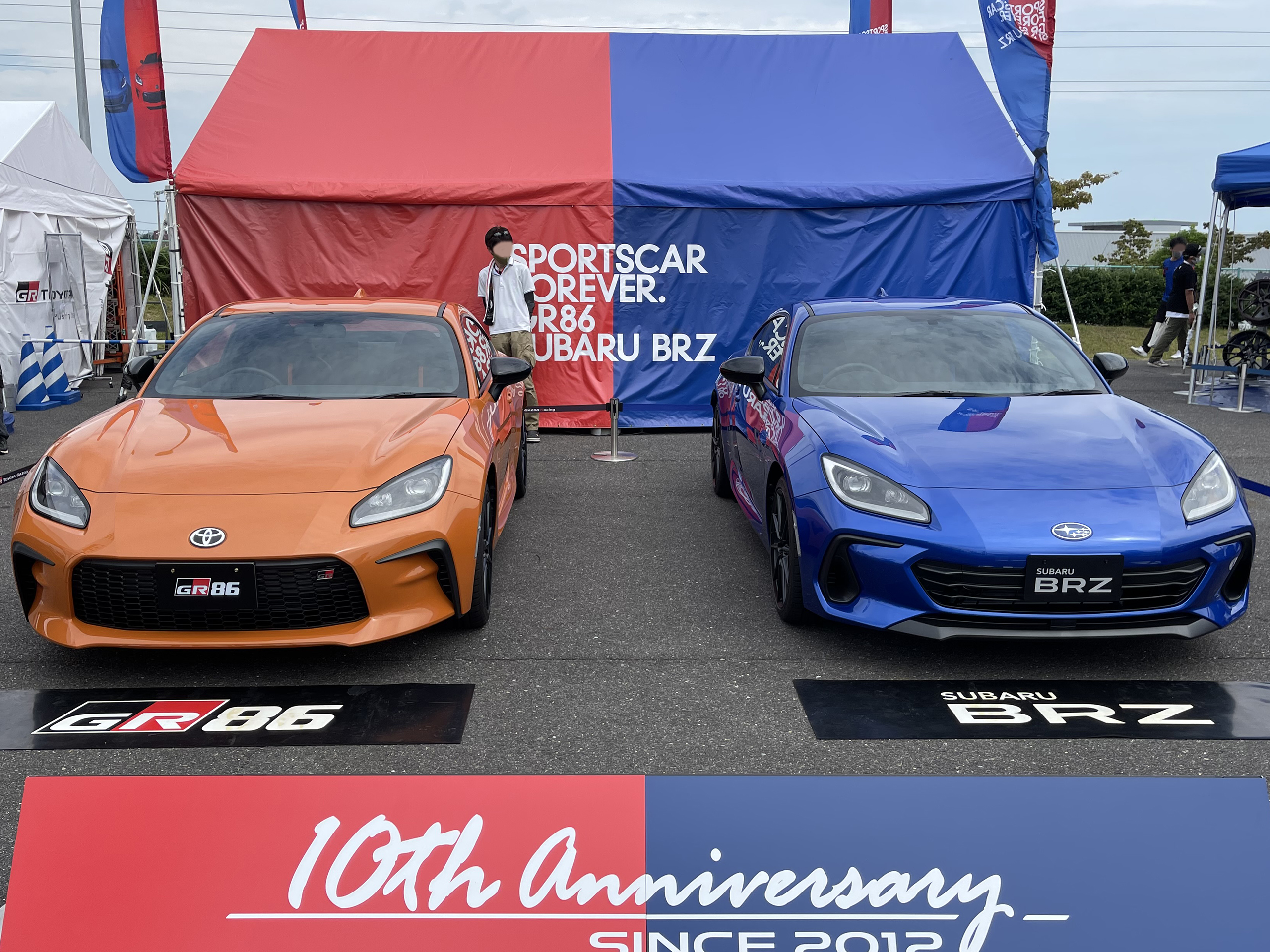
トヨタ・GR86 RZ"10th Anniversary Limited"とスバル・BRZ S"10th Anniversary Limited"

## トヨタ・86との相違点

### 初代モデル
エンジンなどの車における基本部分は共通である。
まず、販売期間が異なる。初代86は2012年4月6日に販売が開始され、2021年10月27日に販売を終了したのに対し、初代BRZは販売期間が2012年3月28日から2020年11月30日までとなる。
フロントグリルやフォグランプの形状が異なるほか、内装、オプションにも一部違いがある（詳しくは後述）。車体のカラーリングはスバルブルーとして有名なWRブルー・マイカとラピスブルー・パールがBRZのみに設定される（逆に、86にはBRZに非設定のオレンジメタリック、アズライトブルー、ソリッドグレー、ブライトブルーが設定される）。
乗り味にも違いがあり、86がリアを滑らせて楽しませる（=ドリフト）志向なのに対してBRZはグリップを重視した安定志向のセッティングであると評されることが多い。しかし、これらの論調に対し86のCEである多田は、「86とBRZではドライバーへのインフォメーション（情報）やフィーリング（感覚）のわずかな違いを演出しただけであり、リアのスタビリティ（安定性）の高さは両車同じである」と説明している。なお2012年4月販売型を試乗したトップ・ギアのジェレミー・クラークソンとスティグは、86とBRZの乗り味の違いは全く分からなかったとしている。
モータースポーツベースグレードにおける両者の違いとしては、BRZはメーカーオプションでエアコン類の設定がある（対して86ではオプションでも未設定）。全グレードにおいてHIDヘッドランプが標準装備である。タコメーター内のデジタルスピードメーターは全グレードにおいて標準装備である（86ではGTおよびGT Limitedのみ標準装備）。

### 2代目モデル
初代と同様に、販売開始予定日が異なる。86は2021年10月28日にフルモデルチェンジを実施し、同時に車名をGR86に改称したのに対し、BRZは同年7月29日に先行フルモデルチェンジを実施した。
フロントグリル、フォグランプ、ヘッドランプ内のポジショニングランプの形状が異なるほか、内装、オプションに一部違いがある。
BRZではフロントハウジングがアルミ製であり鋳鉄製に比べてバネ下重量を片側1.5kg低減させている（GR86は鋳鉄製）。BRZのリアスタビライザーがリアサポートサブフレームを介してボディに直に取り付けられているのに対して、GR86のリアスタビライザーはサスペンションメンバーに取り付けられている。
そのため両者間で共有することはできない。

## 受賞
- 2012年、英国のUKIPメディア&イベンツが主催する「VDI （ビークル ダイナミクス インターナショナル） アワード」のでトヨタ・86と共にカーオブザイヤーを受賞した[51][52]。
- 2012年、米国の自動車専門メディア「ワーズ オートワールド誌」が選ぶ「2013ワーズ テン・ベスト・エンジン」にBRZが搭載するFA20型エンジン選出された。この選考にはBRZのコストパフォーマンスも考慮された[53]。
- 2013年12月13日、日本流行色協会が主催する「オートカラーアウォード2014」において、前述の「Premium Sport Package」のダークグレー・メタリック（ボディカラー）とブラック+タンレザー（インテリアカラー）の組み合わせが、文化学園大学の学生が学生ならではの視点で評価し、最も優れているカラーデザインに表彰される「文化学園大学セレクション」を受賞した[54]。

## モータースポーツ
初代モデルがEJ20エンジンを採用し、2012年からSUPER GT GT300クラスに参戦。鈴鹿1000kmの2勝を含め4勝、2013年にはランキング最高4位の成績を収めている。タイヤは2014年までミシュラン、2015年からダンロップとなった。ドライバーは2015年から2024年現在まで山内英輝/井口卓人のコンビで継続している。

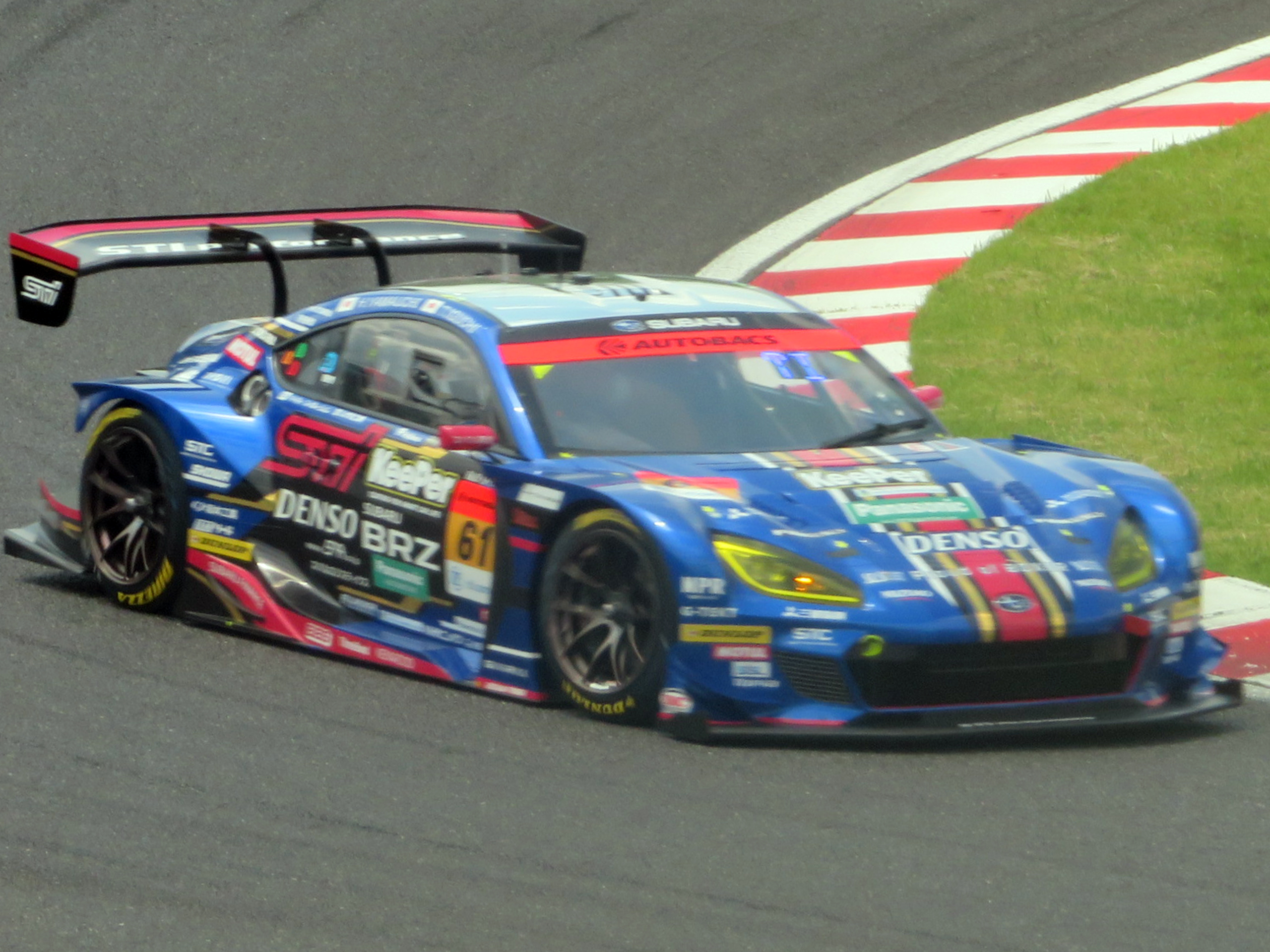
ZD8型 GT300仕様

2021年には2代目モデルにベース車両をチェンジ（エンジン含む内部コンポーネントは初代から流用）し、同年にSUBARUとしては改称前のJGTC（全日本GT選手権）時代まで通じて初となる、悲願のシリーズチャンピオンを獲得した。なお4気筒車両がGT300チャンピオンとなったのも、SUPER GT時代では初の快挙であった。
2013年から86およびBRZによって争われるワンメイクレースとして「TOYOTA GAZOO Racing GR86/BRZ Cup（2022年度から現名称。旧：GAZOO Racing 86/BRZ Race）」が開催されている。86に比べてBRZの台数は極めて少ないが、2016年6月のクラブマンシリーズで手塚祐弥、同年10月にはプロフェッショナルシリーズで井口卓人が初優勝を収めている。2代目ベースになった2023年、シリーズ創設11年目にして井口がSUBARU初のシリーズチャンピオンとなった。